# Irmtraut Obiditsch-Mayer
Irmtraut Obiditsch-Mayer, geborene Mayer (geboren am 25. Juni 1913 in Weidenau, Bezirk Freiwaldau, Österreich-Ungarn; gestorben im Dezember 1995) war eine österreichische Anatomin und Pathologin.

## Leben
Irmtraut Mayer war eine Tochter des Gymnasialprofessors Alfred Mayer und der Maria Göbel. Sie machte die Matura in der Bundeserziehungsanstalt Hernals in Wien und studierte ab 1931 Medizin an der Universität Wien, wo sie 1937 promoviert wurde. Mayer war 1934 bis 1937 Demonstratorin bei Eduard Pernkopf am Zweiten Anatomischen Institut. 1938 wurde sie als Nachfolgerin von Carmen Coronini Assistentin am Pathologischen Institut. 
Mayer war 1934 Mitglied der Vaterländischen Front (VF) geworden. Sie wurde dann Mitglied im NS-Studentenbund und im Herbst 1937 Mitglied einer illegalen NS-Betriebszellenorganisation am AKH Wien. Im Februar 1938, also einen Monat vor dem Anschluss Österreichs, wurde Mayer Mitglied der NSDAP, ab März 1938 war sie Bannärztin beim BDM. Sie heiratete 1942 den Pathologen Rolf Obiditsch, der zu der Zeit als Oberarzt bei der Wehrmacht diente.
Obiditsch-Mayer wurde mit Empfehlung des Institutsvorstands Hermann Chiari 1943 habilitiert. Nach Kriegsende musste sie das Amnestiegesetz für minderbelastete Personen abwarten, bevor sie 1948 auch die venia legendi erhielt. 1954 wurde sie zur Hochschulassistentin ernannt und 1960 zur außerordentlichen Professorin. Ab 1972 war sie Leiterin des pathologisch-histologischen Laboratoriums am pathologisch-anatomischen Institut der Universität Wien.
Obiditsch-Mayer verfasste Zeitschriftenbeiträge und war Mitverfasserin eines von Johann Heinrich Holzner herausgegebenen Lehrbuchs der pathologischen Anatomie.